# Tatra B6A2

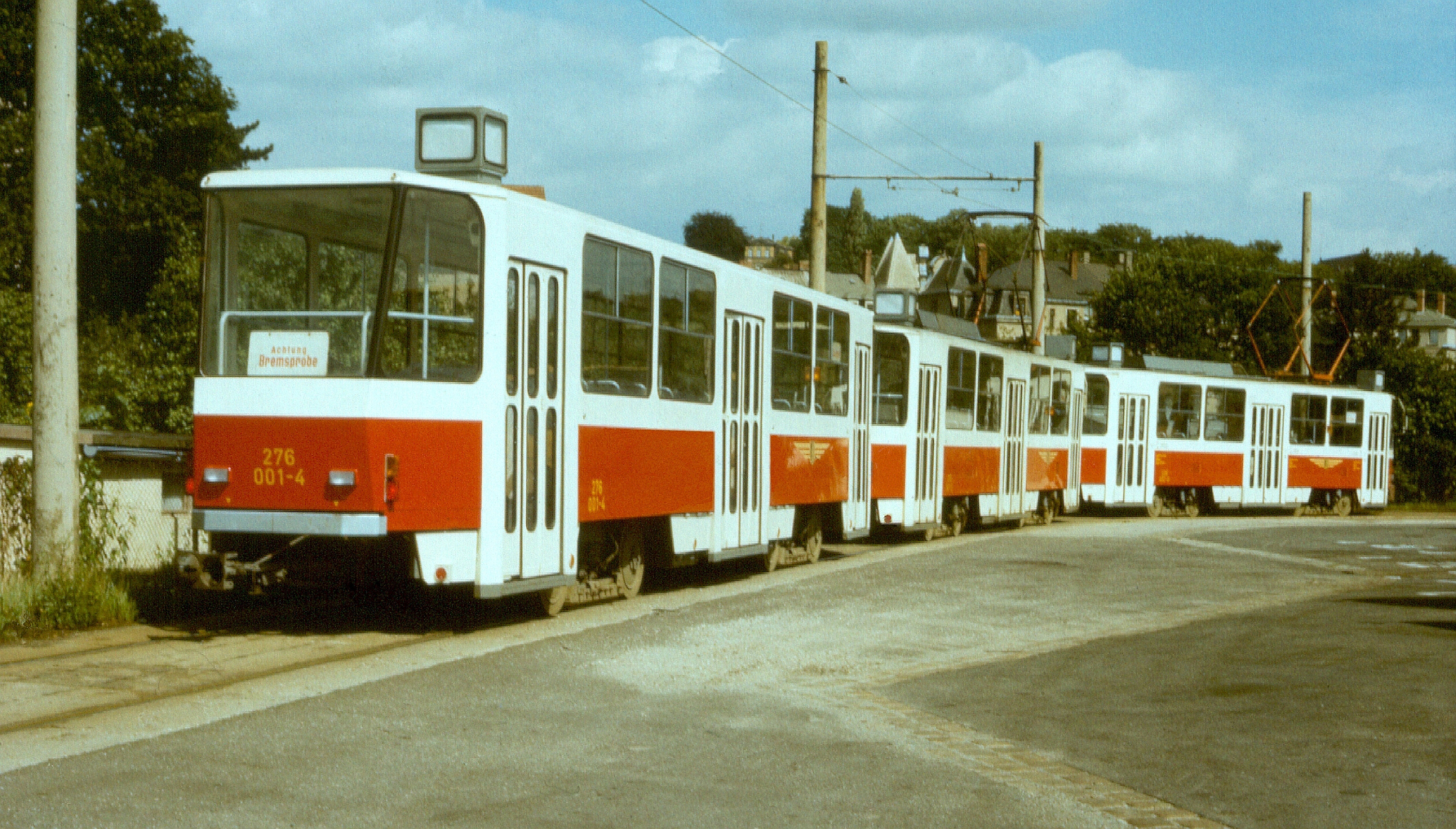
Prototypový "Großzug" při testech v Drážďanech roku 1986

Tatra B6A2 je typ československého tramvajového vlečného vozu, který vyráběla společnost ČKD Praha, závod Tatra Smíchov ve 2. polovině 80. let 20. století.

## Konstrukce
Jedná se o jednosměrný čtyřnápravový běžný (vlečný) tramvajový vůz. Konstrukčně vychází z tramvaje Tatra T6A2. Stanoviště řidiče bylo nahrazeno sedačkami. Vlečný vůz je spřahován s jedním (MV+VV) nebo se dvěma (MV+MV+VV) tramvajemi T6A2. Vlečný vůz bylo možno připojit pouze na konec soupravy.
Elektrická výzbroj vlečného vozu B6A2 byla přizpůsobena ke spolupráci s elektrickou výzbrojí motorového vozu T6A2, odkud byly řízeny všechny funkce. Byl z něho veden přes spřáhlo ESW i přívod proudu o napětí 600 V pro statický měnič 600/24 V pro nabíjení baterie a napájení spotřebičů malého napětí. 
Brzdový systém byl převzat z vlečného vozu Tatra B4. Hlavní brzdové solenoidové magnety, ovládající kotoučové brzdy všech náprav, byly napájeny z motorového vozu (redukovaným) proudem, vznikajícím při dynamickém brzdění. (Tedy brzdná síla vlečného vozu kopírovala brzdnou sílu motorového vozu). Při malé rychlosti (včetně stání) převzala napájení magnetů baterie. Na rozdíl od vozu B4 byl vůz B6A2 doplněn elektronickou protismykovou ochranou, která porovnávala otáčky jednotlivých dvojkolí. Při vyhodnocení smyku pak příslušné dvojkolí odbrzdila. Zvládala eliminovat i synchronní smyky, vyhodnocováním nereálné změny otáčivé rychlosti dvojkolí.
Pro extrémní situace (výpadek/vypnutí řízení motorového vozu, odtržení vlečného vozu atd.) byl brzdový systém vybaven střadačovými pružinovými ovladači, zajišťujícími záchranné brzdění. Ty pak pro odbrzdění bylo nutno aktivovat (stlačit pružiny) a zajistit přídržnými magnety (stopmagnety), které tvořily jeden celek s brzdovým ovladačem.

## Prototyp
Prototyp vozu B6A2 (ev.č. 0022) byl vyroben současně se dvěma prototypy tramvaje Tatra T6A2 v roce 1985. Zkušební jízdy se konaly v Praze, následující rok byla souprava předána do Drážďan, kde vlečný vůz obdržel ev.č. 276 001. Mezi lety 1990 a 2001 sloužila prototypová souprava k vyhlídkovým jízdám po městě. Poté byl prototypový vůz B6A2 společně s jedním prototypovým vozem T6A2 sešrotován.

## Provoz
V letech 1985 až 1990 bylo vyrobeno celkem 92 vozů.
Jde o přehled dodaných nových vozů (přímo z výroby). Tramvaje si různé dopravní podniky prodávaly, takže počet měst, kde je (nebo byl) v provozu typ B6A2, je vyšší.
| Současný stát | Město     | Článek | Typ   | Roky dodávek | Počet vozů | Evidenční čísla při dodání | Poznámky                                       |
| ------------- | --------- | ------ | ----- | ------------ | ---------- | -------------------------- | ---------------------------------------------- |
| Německo       | Berlín    | článek | B6A2D | 1988 – 1995  | 64 kusů    | viz poznámka               |                                                |
| Německo       | Drážďany  | článek | B6A2D | 1985 – 1988  | 2 kusy     | 276 001, 276 002           |                                                |
| Německo       | Lipsko    | článek | B6A2D | 1988 – 1990  | 14 kusů    | 801 – 814                  |                                                |
| Německo       | Magdeburk | článek | B6A2D | 1989         | 3 kusy     | 2143 – 2145                | vozy ze Schwerinu obdržely čísla 2146 – 2148   |
| Německo       | Rostock   | článek | B6A2D | 1989 – 1990  | 6 kusů     | 801 – 806                  |                                                |
| Německo       | Schwerin  | článek | B6A2D | 1989         | 3 kusy     | nebyly v provozu           | vozy byly záhy po dodání prodány do Magdeburku |

Poznámka (Berlín): vozy B6A2D obdržely čísla 268 201 – 268 259, 5560 – 5564.